# Valéry Mayet
Valéry Mayet (Lyon, 2 de janeiro de 1839 – 1909) foi um entomologista francês. Foi professor de zoologia em Montpellier na École nationale d'agriculture.

## Biografia
Com Galien Mingaud, diretor do Museu de História Natural de Nîmes, Valéry Mayet alertou a comunidade científica e alguns tomadores de decisão e assim salvaram os últimos indivíduos da população relíquia de castores-europeus na França. Em 1891, Mayet obteve a abolição do prêmio pela destruição dos castores, quando esta espécie estava quase exterminada na França e em grande parte da Europa. Mingaud obteve, então, o status de proteção para os últimos castores nativos nos departamentos de Bouches-du-Rhône, Gard e Vaucluse. É o primeiro animal a se beneficiar de uma medida de salvaguarda.

## Publicações
- Sur l'oeuf du Phylloxera, 1881 (Sobre os ovos de filoxera).
- Résultats des traitements effectués en Suisse en vue de la destroy du Phylloxera, 1881 (Resultados sobre tratamentos usados na Suíça para a destruição da filoxera).
- Voyage dans le sud de la Tunisie. 1886 (viagem ao sul da Tunísia).
- Les Insectes de la vigne. Montpellier: Camille Coulet, 1890.
- A filoxera da vinha, de Valéry Mayet; traduzido para o Board of Viticultural Commissioners, 1894.[5]
- La Cochenille des vignes du Chili. 1895 (As cochonilhas dos vinhedos chilenos).
- Essai de géographie zoologique de l'Hérault. 1898 (geografia zoológica de Herault).
- Catálogo raisonné des reptiles et batraciens de la Tunisie. 1903 (Catálogo raisonné de répteis e anfíbios da Tunísia.[6]